# Tijana Bogićević
Tijana Bogićević (Serbiska kyrilliska alfabetet: Тијана Богићевић), född 1 november 1981 i Belgrad, är en serbisk sångerska. Hon representerade Serbien i den andra semifinalen av Eurovision Song Contest 2017 med låten "In Too Deep". Hon slutade på 11:e plats och tog sig därmed inte vidare till finalen.